# Tapinoma luridum
Tapinoma luridum es una especie de hormiga del género Tapinoma, subfamilia Dolichoderinae. Fue descrita científicamente por Emery en 1908.
Se distribuye por la región afrotropical, en República Democrática del Congo y Guinea.

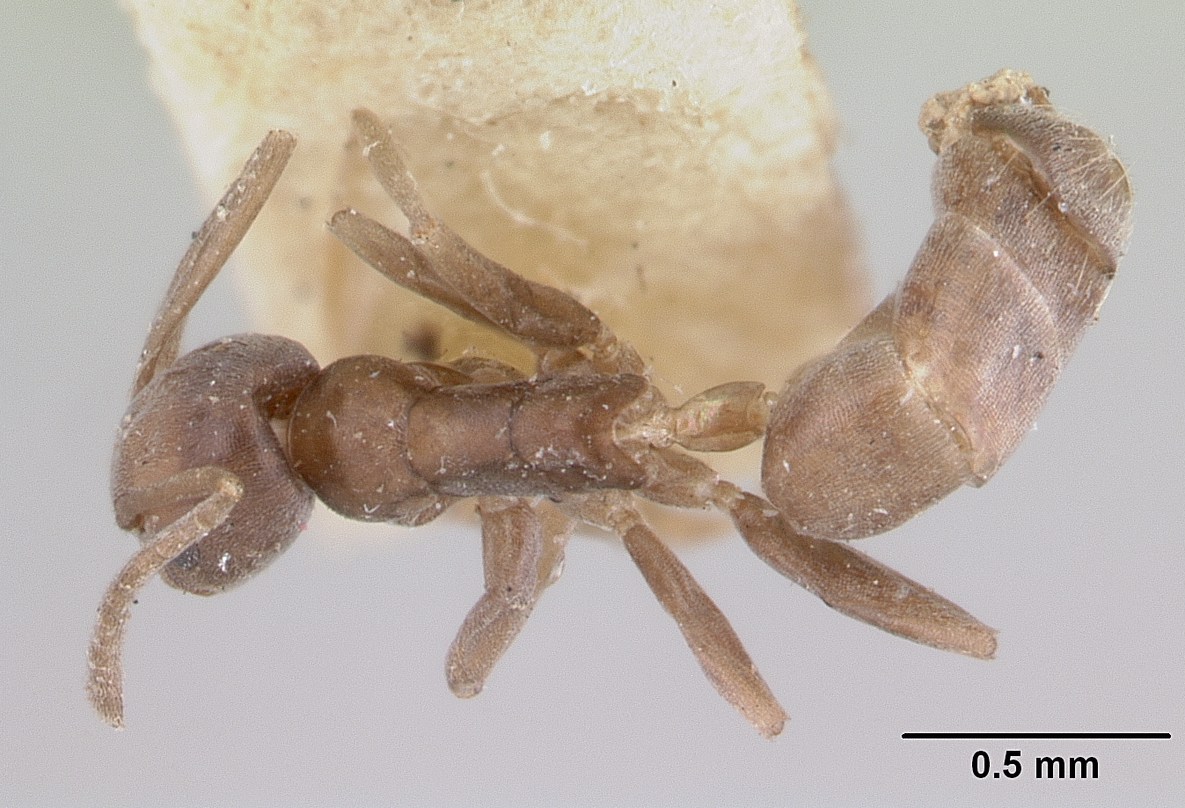
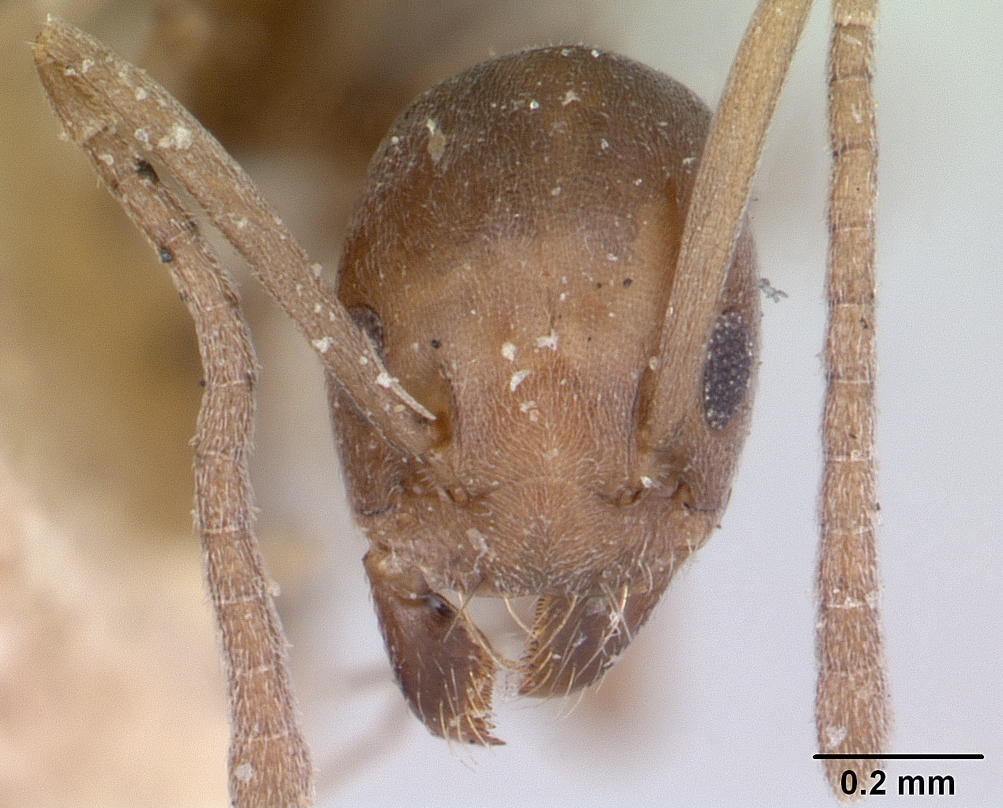
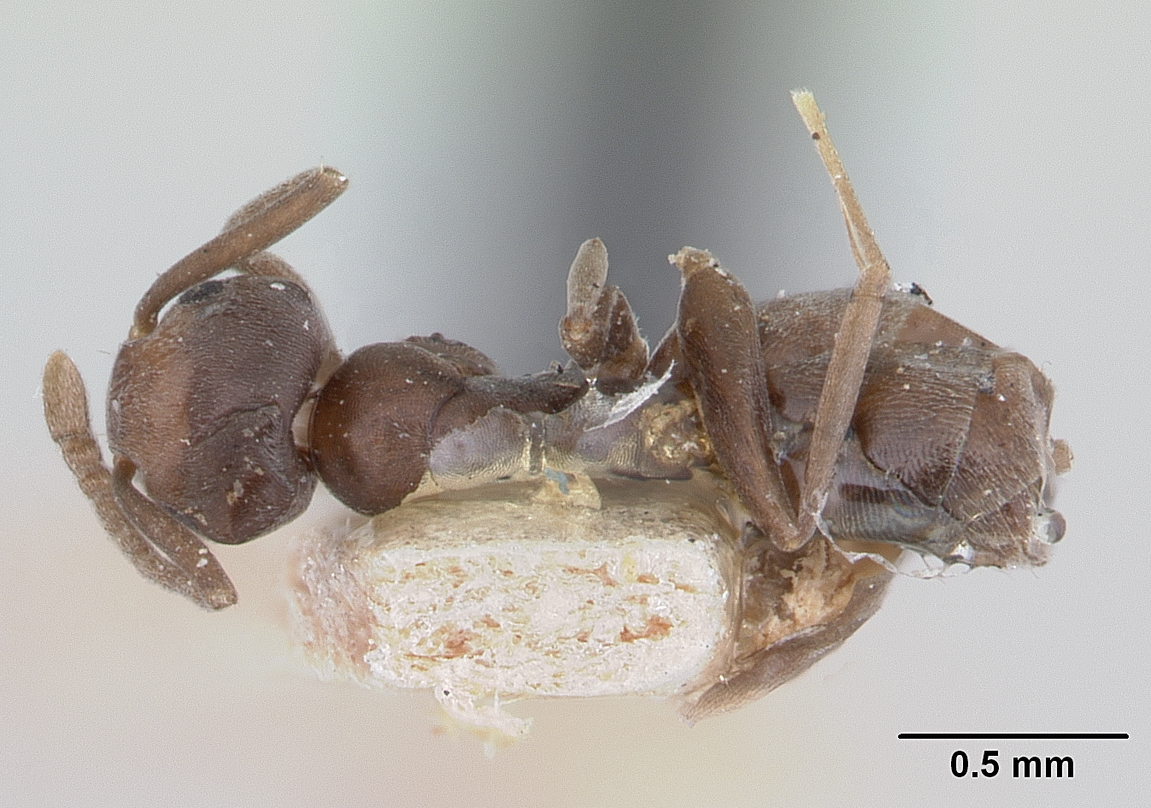